# フィリピン進歩党
フィリピン進歩党（フィリピンしんぽとう、英語: Progressive Party of the Philippines、別名 Party for Philippine Progress、PPP）は、かつて1950年代後半から1960年代にかけて存在した、フィリピンの改革主義政党。この政党は、当時の二大政党であった国民党と自由党の間で、純粋に第三党の構築を試みたフィリピン最初の形態であったと、考えられている。この政党は、1969年に解党した。

## 歴史

### 1950年代
進歩党は、マヌエル・マナハンとラウル・マングラパスによって1957年に創建された政党であり、創設者の2人は、同年春先にマグサイサイが不慮の死を遂げてしまうまで、いずれもフィリピン大統領ラモン・マグサイサイの政権で主要な閣僚ポストを占めていた。
進歩党の結党は、新たに大統領となったカルロス・P・ガルシアの同盟者たちから「冷遇」された国民党の一部のメンバーたちの不満から生じたものであった。
同年におこなわれた1957年フィリピン総選挙において、マナハンはこの新しい党の党首として大統領選挙に出馬し、ビセンテ・アラネタ (Vicente Araneta) が副大統領候補として出馬した。進歩党は、上院議員選挙にも8名の候補者を立てたが、そのひとりがマングラパスであった。
マナハンは、死去したものの依然として人気の高かったマグサイサイと同様の手法で選挙運動を展開し、大衆の人気を獲得し、ガルシア大統領や、自由党のホセ・ユーロにとって脅威となる勢いを見せた。しかし、結局のところ、マナハンはガルシア大統領に敗れ、3位に終わったが、何とか 20.90パーセントの得票率を得た。一方、アラネタは、自由党のディオスダド・マカパガルに敗れ、得票率も 7.97パーセントにとどまった。進歩党から上院議員選挙に立った候補者たちは、ひとりも議席を得ることはできなかった。
1959年フィリピン総選挙において、進歩党は、自由党や国民党を脱党した者たちと連合し、大同盟を結成した。この選挙戦の間、大同盟はガルシア政権下における汚職や腐敗を大きく取り上げて批判した。この結果、大同盟は、上院において多数派となっていた国民党の議席を減少させることに成功した。

### 1960年代
1961年、大同盟の一翼を担っていた進歩党は、自由党との連合に加わり、ガルシア大統領の再選を阻止しようとした。自由党の副大統領であったマカパガルを統一候補として臨んだ1961年大統領選挙では、進歩党のエマニュエル・ペラエスが副大統領候補となった。進歩党所属のマングラパスとマナハンは、自由党の上院議員候補者に組み込まれ、ふたりとも何とか上院に議席を獲得した。
1965年には、マカパガル政権下において、期待したほどの処遇が得られなかったとして、大同盟のメンバーは自由党から離れた。程なくして、進歩党 (the Progressive Party) は、フィリピン進歩党 (the Party for Philippine Progress) と改称した。この年の遅い時期におこなわれた1965年フィリピン総選挙では、マングラパスが大統領候補、マナハンが副大統領候補に立った。世代交代して若返った進歩党は、上院議員選挙にも候補者を立てたが、不完全な形にとどまった。
フィリピン進歩党は、第三勢力として広く知られていたが、マカパガル大統領と、国民党のフェルディナンド・マルコスのいずれにも与しない存在と見られていた。特にマカパガルは、大都市部や、若年層の間で、驚くほどの強さを発揮していた。しかし、マナハンが有望な候補者と目されていた1957年の選挙とは異なり、マングラパスは、当選の目はないと思われていた。結局、マングラパスは、5.17パーセントしか得票できず、マルコスに敗れ、マナハンも、3.40パーセントの得票率で、マルコスの副大統領候補であったフェルナンド・ロペスに敗れた。
その後も、フィリピン進歩党は存続したが、1969年に至り、静かに解党した。

## メンバー

### 候補者
以下は、全国的選挙に出馬した進歩党のメンバーを列挙したものである。ハイライトされ、太字となっている者は、当選者である。
| 年   | 大統領               | 副大統領               | 上院議員 |
| ---- | -------------------- | ---------------------- | --- |
| 1957 | マヌエル・マナハン   | ビセンテ・アラネタ     | Eleuterio Adevoso Jaime Ferrer Josefa Gonzales-Estrada Jose M. Hernandez ラウル・マングラパス Fulvio Pelaez Rodrigo Perez Jr. Norberto Romualdez Jr. |
| 1959 | なし                 | なし                   | マヌエル・マナハン ラウル・マングラパス |
| 1961 | なし                 | エマニュエル・ペラエス | マヌエル・マナハン ラウル・マングラパス |
| 1965 | ラウル・マングラパス | マヌエル・マナハン     | ビセンテ・アラネタ Jose Feria Benjamin Gaston Dionisio Ojeda                                                                                         |

注釈
1. ↑  大同盟として。
2. ↑  この年は大統領選挙はなかった。
3. ↑  この年は副大統領選挙はなかった。
4. ↑  大同盟として、自由党のメンバーに組み込まれた。
5. ↑  進歩党は、自由党のディオスダド・マカパガルを支持。
6. ↑  フィリピン進歩党として。

### その他のメンバー
- リチャード・ゴードン（英語版）[9]
- ブラス・オプレ（英語版）[10]

## 選挙結果

### 大統領および副大統領選挙
|        | 大統領選挙           | 大統領選挙 | 大統領選挙 | 大統領選挙                             | 副大統領選挙       | 副大統領選挙 | 副大統領選挙 | 副大統領選挙                      |
| 候補者 | 得票数               | 得票率     | 当選者     | 候補者                                 | 得票数             | 得票率       | 当選者       |                                   |
| ------ | -------------------- | ---------- | ---------- | -------------------------------------- | ------------------ | ------------ | ------------ | --------------------------------- |
| 1957年 | マヌエル・マナハン   | 1,049,420  | 20.9%      | カルロス・P・ガルシア (国民党)         | ビセンテ・アラネタ | 1,375,090    | 8%           | ディオスダド・マカパガル (自由党) |
| 1961年 | なし                 | なし       | なし       | ディオスダド・マカパガル (自由党)      | なし               | なし         | なし         | エマニュエル・ペラエス (自由党)   |
| 1965年 | ラウル・マングラパス | 384,564    | 5.2%       | フェルディナンド・E・マルコス (国民党) | マヌエル・マナハン | 247,426      | 3.4%         | フェルナンド・ロペス (国民党)     |

1. ↑  自由党のディオスダド・マカパガルを支持。
2. ↑  自由党のエマニュエル・ペラエスを支持。

## 遺されたもの
進歩党は衰退していったが、この党は、現在のフィリピンの政治にも、一定の影響を残している。例えば、活発な動きを見せている中道右派政党であるラカス＝CMDは、進歩党を自分たちの先駆者と位置付けているが、これは1990年代においてこの党の前身となった1991年結党の同名の政党ラカス＝CMDの最初期のメンバーのひとりがマングラパスであったためである。
進歩主義の政治理念の要素は、後年の政治家たちにも、政治的スペクトルのどのような位置にあるかにかかわらず継承されていると考えられており、元上院議員のラウル・ロコなどが、その例とされる。